# Hurley Glacier
Hurley Glacier är en glaciär i Antarktis. Den ligger i Västantarktis. Argentina, Chile och Storbritannien gör anspråk på området. Hurley Glacier ligger 511 meter över havet.
Terrängen runt Hurley Glacier är varierad. En vik av havet är nära Hurley Glacier österut. Trakten är glest befolkad. Närmaste befolkade plats är Rothera Research Station, 15,8 kilometer öster om Hurley Glacier.